# Luise Begas-Parmentier
Luise Maria Karoline Barbara Begas-Parmentier (* 15. April 1843 in Wien; † 10. Februar 1920 in Berlin) war eine österreichisch-deutsche Architektur- und Landschaftsmalerin sowie Salonnière.

## Leben und Werke

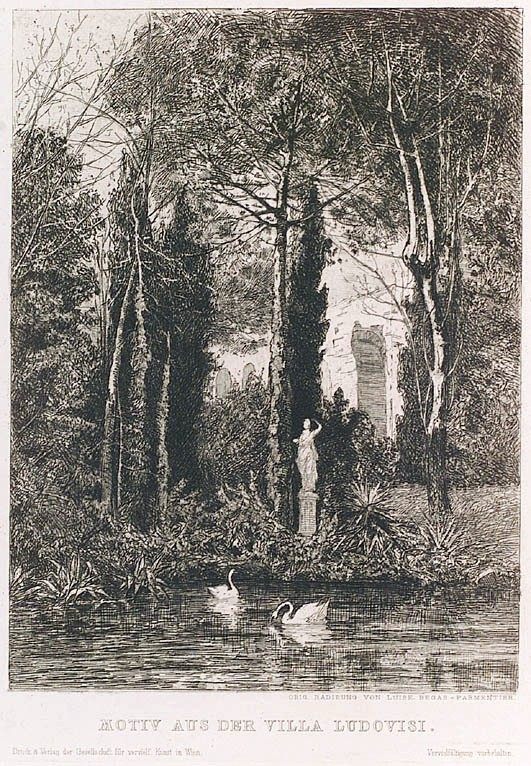
Radierung der Villa Ludovisi, von Luise Begas-Parmentier

Luise von Parmentier wurde am 15. April 1843 in Wien geboren. Nach dem Vorbild ihrer älteren Schwester Marie wollte sie Malerin werden. Ihre Ausbildung erhielt sie bei zwei seinerzeit bekannten Wiener Künstlern, dem Landschaftsmaler Emil Jakob Schindler und dem Radierer William Unger. Bilder mit ländlichen Motiven aus Österreich konnte sie schon im Alter von 22 Jahren auf den Jahresausstellungen im Wiener Künstlerhaus zeigen. Um 1875 begannen Studienreisen nach Italien, vor allem in Venedig fand sie nun die Objekte für ihre Darstellungen. Ihre Gemälde nach italienischen Motiven waren seit 1876 alljährlich auf der Kunstausstellung der Akademie in Berlin zu sehen.
Im Alter von 34 Jahren heiratete die Malerin 1877 ihren Berufskollegen Adalbert Begas, der damals 42 Jahre alt war. Begas gehörte einer Berliner Künstlerfamilie an, sein Bruder war der berühmte Bildhauer Reinhold Begas. Adalbert, ein seither fast vergessener Maler, war ebenso wie seine Frau ein Verehrer Italiens; er malte Genreszenen und andere Bilder mit romantischen Inhalten. Das Ehepaar bezog ein Haus mit Atelier im heute so genannten „Begas-Winkel“ in Berlin. Die luxuriöse Wohnanlage in ruhiger Lage südlich des Tiergartens, ein Halbkreis spätklassizistischer Stadtvillen, um einen Brunnen gruppiert und von der Straße zurückgesetzt, war 1872 als Spekulationsobjekt errichtet und an wohlhabende Interessenten verkauft worden. Berliner Künstler sprachen etwas spöttisch vom „Genthiner Winkeldasein“. Die damalige Adresse: Genthiner Straße Nr. 13, Villa I, heute Nr. 30i.
In diesem „traulich poetischen Fleck in einer ganz stillen Ecke des lauten Berlin“ entstanden Blumenstillleben, Architektur- und Landschaftsbilder der Malerin, die von Zeitgenossen als „Meisterwerke an Stimmung, Poesie und Farbengebung“ bezeichnet wurden. Eine Spezialität von Luise Begas-Parmentier waren bemalte Fächer mit romantischen Motiven wie Blumenranken oder italienischen Landschaften, ganz nach dem vorherrschenden Geschmack der Zeit. Studienreisen führten das Ehepaar wiederholt nach Italien – nach Sizilien, Capri und Venedig. Adalbert Begas starb 1888 auf einer dieser Reisen in der Nähe von Genua an einem Lungenleiden. Seine Witwe fand ihre Bildmotive auch weiterhin auf Reisen. 1890 stellte sie in Berlin zwei Bilder mit Eindrücken aus der Türkei aus, 1893 in Chicago eine „Studie von Venedig“. Einige Jahre lang gehörte sie dem Vorstand des Vereins der Berliner Künstlerinnen an, der 1867 gegründet worden war, um Frauen eine solide künstlerische Ausbildung zu ermöglichen und ihnen Gelegenheiten zu geben, ihre Werke auszustellen; an den Kunstakademien wurden Studentinnen bis 1919 nicht zugelassen.

## Der Salon

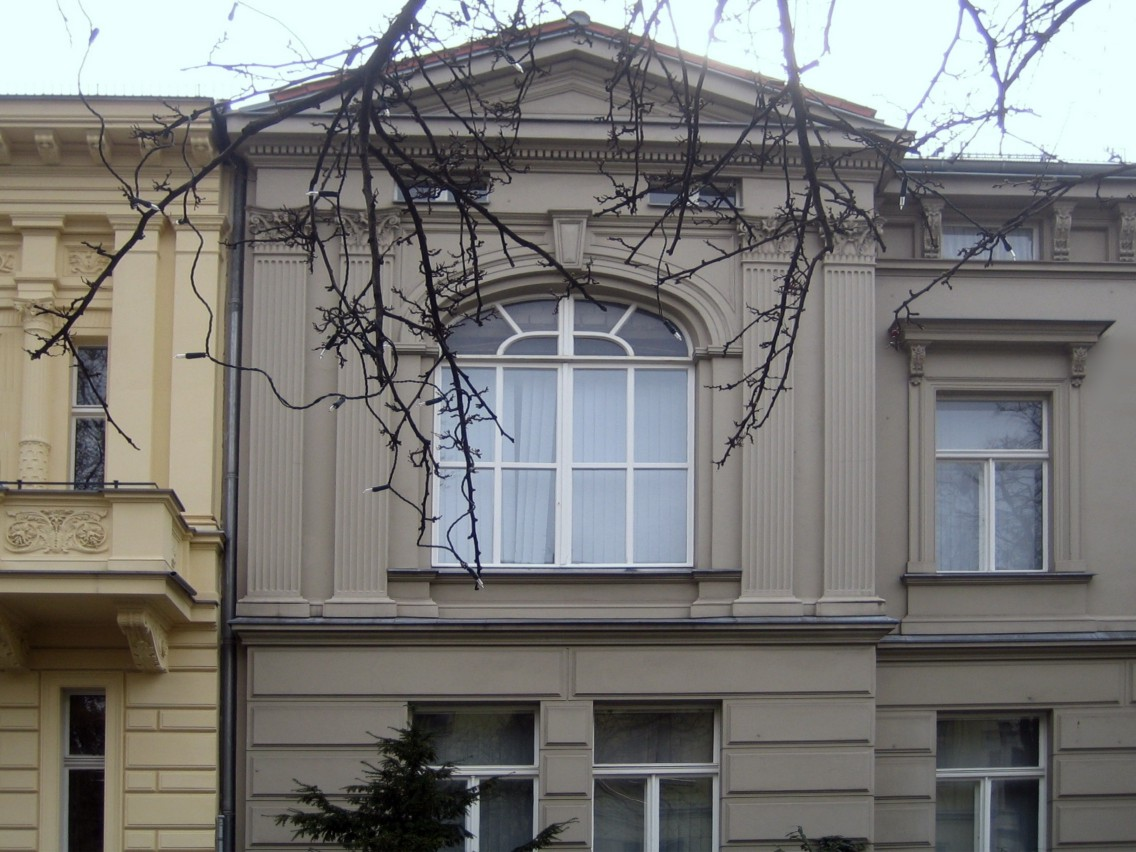
Atelierfenster in der Genthiner Str. 30i

Eine Person der Berliner Stadtgeschichte wurde sie durch ihre Rolle als Gastgeberin in der Genthiner Straße. Walter Clairmont, ein junger Mann aus bester großbürgerlicher Familie beschrieb seiner Mutter eine Abendgesellschaft im Dezember 1895: „Denke Dir eine Gesellschaft von circa 15-20 Köpfen, seit 6 Uhr beisammen, durch ein zweifellos gutes Diner erheitert … Frau Begas meinte es wirklich gut mit mir, sie setzte mich in einen Topf blauen Blutes … Es ist interessant, wie sie ihre Bekannten classifiziert. Letztes Mal die künstlerische Bourgeoisie, heute die oberen Zehntausend, denen als Lockspeise einige illustre Namen vorgesetzt wurden … Frau Begas ist unglaublich gewandt und sicher, sie leitete diese etwas steife Gesellschaft sehr vollkommen.“ Im Jahre 1900 urteilte die Zeitschrift „Daheim“: „Sie ist eine der beliebtesten und verehrtesten Erscheinungen der Berliner Künstlerinnenwelt, der Mittelpunkt einer feingeistigen, ungezwungenen künstlerischen Geselligkeit.“ Zu den prominenten Gästen des Hauses gehörten neben anderen die Tänzerin Isadora Duncan, die Schauspielerin Tilla Durieux, Reinhold Begas, der Verleger Samuel Fischer, der Schriftsteller Alfred Kerr, der Schriftsteller und Diplomat Ernst von Wildenbruch sowie Harry Graf Kessler.